# Marko Kos
Marko Kos, slovenski strojnik, inovator, publicist *Ljubljana, 20. junij 1925  — september 2020.
Aktiven je bil kot promotor tehniške inteligence v Sloveniji.

## Življenje
Marko Kos je bil sin slovenskega kiparja Tineta Kosa in starejši brat akademika Janka Kosa.
Preden se je odločil za študij strojništva, se je vpisal na Filozofsko fakulteto v Ljubljani, kjer je sprva opravil dva letnika na oddelku za primerjalno književnost in v tem času objavil štirinajst novel v Mladinski reviji in Razgledih (1946 - 1952) ter pozneje še več romanov in zgodb, ki so ostale neobjavljene, saj ni želel da bi ga to oviralo pri promociji večje vloge tehniške inteligence v javnem življenju.
Leta 1972 je doktoriral iz strojništva ter se zaposlil v inštitutu, ki ga je ustanovil v Litostroju v Ljubljani. Sedem let pozneje so ga - v »svinčenih sedemdesetih« - v partijskem obračunu s tehniško inteligenco označili kot pristaša »protisamoupravnega delovanja inženirjev«.
Tudi potem, ko je bil 1975 habilitiran za izrednega profesorja na Fakulteti za strojništvo v Ljubljani, so ga po petih letih suspendirali iz razloga »moralnopolitične neprimernosti in protisamoupravnega delovanja«, nakar je dočakal konec osemdesetih demokratizacijo v vlogi disidenta, ki so mu vrsto kritičnih člankov, v katerih se je zavzemal za večjo vlogo tehniške inteligence v javnem življenju, objavili slovenski mediji, ki so se tudi demokratizirali.
Leta 1987 se je na Fakulteti za družbene vede v Ljubljani zaposlil kot predavatelj.
Leta 1988 je bil med ustanovitelji Slovenske demokratske zveze in član njenega Glavnega odbora do razpustitve stranke.
Leta 1991 je prejel državno nagrado za življenjsko delo na področju inovacij.
Leta 2010 je prejel zlati red za zasluge Republike Slovenije za prispevek h gospodarski in kulturni blaginji Slovenije.
1. 1 2  data.bnf.fr: platforma za odprte podatke — 2011.